# ترور مور
تِـرِوِر مور (انگلیسی: Trevor Moore؛ ۴ آوریل ۱۹۸۰ - ۷ اوت ۲۰۲۱) بازیگر، فیلم‌نامه‌نویس، و کارگردان اهل ایالات متحده آمریکا بود.